# Liste des députés européens des Pays-Bas de la 3e législature

Cet article présente la liste des députés européens des Pays-Bas de la 3e législature (1989-1994).

## Liste
| Nom                                                                                            | Parti                                | Groupe politique |
| ---------------------------------------------------------------------------------------------- | ------------------------------------ | ---------------- |
| Hedy d'Ancona (jusqu'au 7 novembre 1989) Mathilde van den Brink (à partir du 16 novembre 1989) | Parti travailliste                   | SOC              |
| Jan-Willem Bertens                                                                             | Démocrates 66                        | LDR              |
| Bouke Beumer                                                                                   | Appel chrétien-démocrate             | PPE              |
| Pam Cornelissen                                                                                | Appel chrétien-démocrate             | PPE              |
| Piet Dankert (jusqu'au 7 novembre 1989) Annemarie Goedmakers (à partir du 20 novembre 1989)    | Parti travailliste                   | SOC              |
| Nel van Dijk                                                                                   | Arc-en-ciel                          | Verts            |
| Jim Janssen van Raaij                                                                          | Appel chrétien-démocrate             | PPE              |
| Jessica Larive                                                                                 | Parti populaire libéral et démocrate | LDR              |
| Hanja Maij-Weggen (jusqu'au 6 novembre 1989) Bartho Pronk (à partir du 20 novembre 1989)       | Appel chrétien-démocrate             | PPE              |
| Alman Metten                                                                                   | Parti travailliste                   | SOC              |
| Hemmo Muntingh                                                                                 | Parti travailliste                   | SOC              |
| Ria Oomen-Ruijten                                                                              | Appel chrétien-démocrate             | PPE              |
| Arie Oostlander                                                                                | Appel chrétien-démocrate             | PPE              |
| Karla Peijs                                                                                    | Appel chrétien-démocrate             | PPE              |
| Jean Penders                                                                                   | Appel chrétien-démocrate             | PPE              |
| Maartje van Putten                                                                             | Parti travailliste                   | SOC              |
| Jan Sonneveld                                                                                  | Appel chrétien-démocrate             | PPE              |
| Wim van Velzen                                                                                 | Parti travailliste                   | SOC              |
| Herman Verbeek                                                                                 | Arc-en-ciel                          | Verts            |
| Maxime Verhagen                                                                                | Appel chrétien-démocrate             | PPE              |
| Ben Visser                                                                                     | Parti travailliste                   | SOC              |
| Gijs de Vries                                                                                  | Parti populaire libéral et démocrate | LDR              |
| Leen van der Waal                                                                              | Parti politique réformé              | NI               |
| Florus Wijsenbeek                                                                              | Parti populaire libéral et démocrate | LDR              |
| Eisso Woltjer                                                                                  | Parti travailliste                   | SOC              |